# Night Eternal
Night Eternal — девятый студийный альбом португальской готик-метал группы Moonspell, вышедший в 2008 году.
Night Eternal был записан в Дании в январе 2008 года. Песню «Scorpion Flower» вокалист группы Фернанду Рибейру исполнил совместно с бывшей вокалисткой The Gathering Аннеке ван Гирсберген.

## Список композиций
1. «At Tragic Heights» — 6:52
2. «Night Eternal» — 4:10
3. «Shadow Sun» — 4:24
4. «Scorpion Flower» — 4:34
5. «Moon in Mercury» — 4:22
6. «Hers is the Twilight» — 4:54
7. «Dreamless (Lucifer and Lilith)» — 5:17
8. «Spring of Rage» — 4:04
9. «First Light» — 5:48
10. «Age of Mothers (Bonus Track)» — 5:43
11. «Scorpion Flower (Dark Lush Cut) (Bonus Track)» — 4:37
12. «Scorpion Flower (The Feeble Cut) (Bonus Track)» — 3:58

## Участники записи
- Фернанду Рибейру — вокал
- Рикарду Аморим — гитара
- Педру Пайшан — клавишные, семплы, гитара
- Мигел Гашпар — ударные
- Вальдемар Сорыхта — бас-гитара